# Villesèque
Villesèque (okzitanisch Vilaseca) ist eine französische Gemeinde mit 402 Einwohnern (Stand 1. Januar 2022) im Département Lot in der Region Okzitanien (zuvor Midi-Pyrénées). Sie gehört zum Arrondissement Cahors, zum Kanton Luzech.

## Lage
Villesèque liegt in einer Höhe von ca. 200 Metern ü. d. M. am südwestlichen Rand des Zentralmassivs im Gebiet der Causse de Limogne. Umgeben wird Villesèque von den Nachbargemeinden Cambayrac im Norden, Trespoux-Rassiels im Norden und Nordosten, Labastide-Marnhac im Osten und Südosten, Cézac im Süden, Bagat-en-Quercy im Süden und Südwesten sowie Sauzet im Westen und Nordwesten.

## Bevölkerungsentwicklung
| Jahr                       | 1962 | 1968 | 1975 | 1982 | 1990 | 1999 | 2006 | 2011 | 2018 |
| Einwohner                  | 269  | 263  | 234  | 276  | 293  | 312  | 366  | 399  | 397  |
| Quellen: Cassini und INSEE |      |      |      |      |      |      |      |      |      |

## Sehenswürdigkeiten
- Kirche Saint-Michel aus dem 17. Jahrhundert, Monument historique seit 1963
- Kirche Sainte-Marie-Madeleine aus dem 15. Jahrhundert
- Turm von Trébaix aus dem 13. Jahrhundert

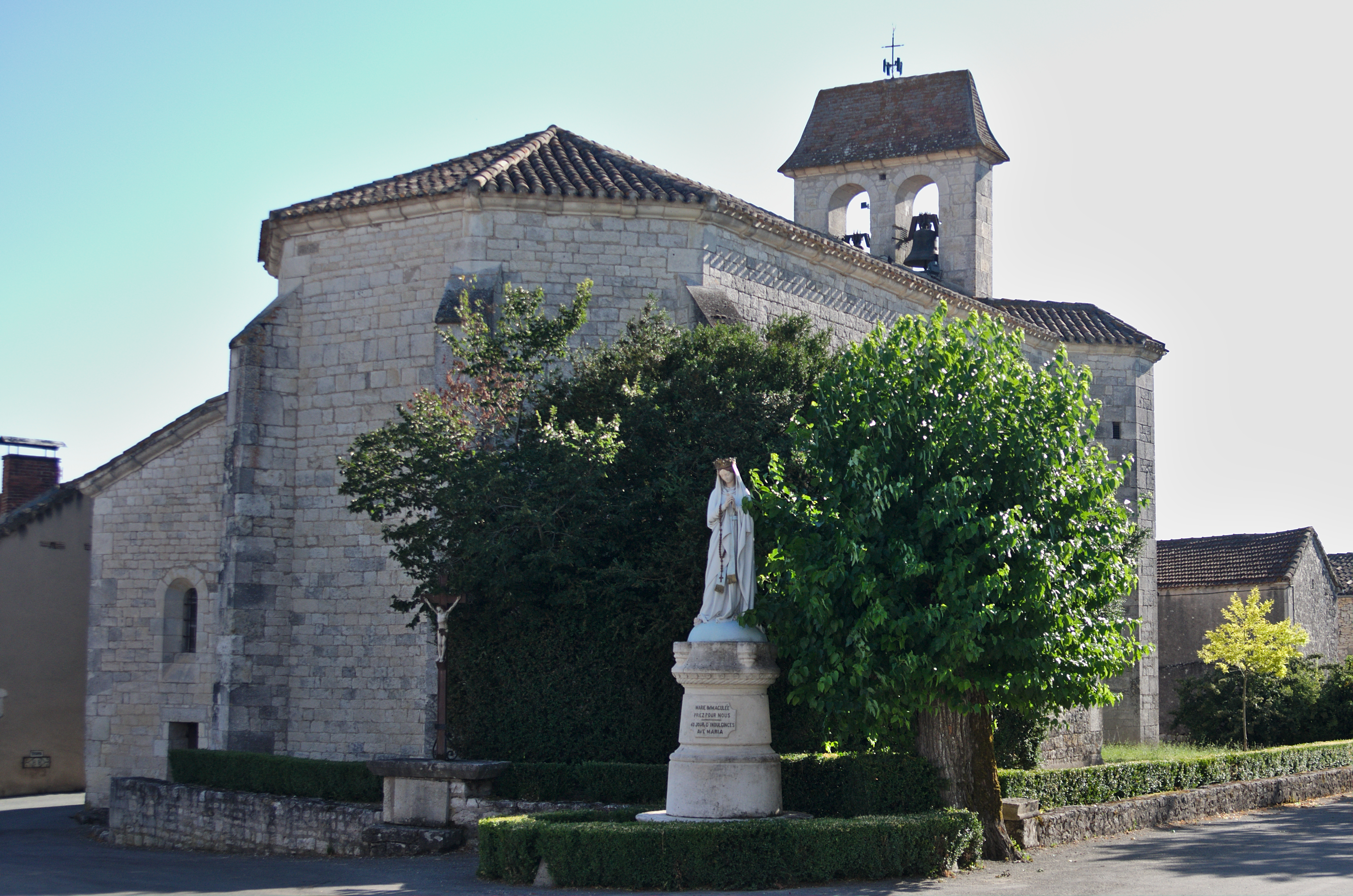
Kirche Saint-Michel